# Arieh Warshel
Arieh Warshel (Kibuc, Sde Nahum, Palesztina, 1940. november 20.) izraeli-amerikai biokémikus. Jelenleg a Distinguished Professor of Chemistry and Biochemistry posztot tölti be a University of Southern Californián. 2013-ban megosztva kapta a kémiai Nobel-díjat Martin Karplusszal és Michael Levitt-tel „a komplex kémiai rendszerek többszintű modelljének kifejlesztéséért”

## Élete
Először katona volt az izraeli seregben és századosként szerelt le. Ezután a Technion – Israel Institute of Technology-ra ment és 1966-ban summa cum laude minősítéssel szerzett BSc szintű diplomát kémiából. 1967-ben az MSc, majd 1969-ben a PhD szintet is megszerezte fizikai kémiából. 1972 és 1976 között a Harvard Egyetemen volt posztdoktori kutató. Dolgozott az izraeli Weizmann Institute of Science-ben és a Cambridge-i Egyetem Laboratory of Molecular Biology centerében is.